# João Pedro Sousa Silva
João Pedro Sousa Silva (Ponta Delgada, 13 novembre 1996) è un calciatore portoghese naturalizzato guineense, attaccante dell'Hà Nội.

## Caratteristiche tecniche
È un centravanti.

## Carriera

### Club
Dopo aver militato fra seconda e terza divisione portoghese fra 2013 ed 2019, è stato acquistato dal Vitória Guimarães. Ha debuttato in Primeira Liga l'8 settembre 2019 disputando l'incontro pareggiato 1-1 contro il Rio Ave.

### Nazionale
Dopo aver giocato nella nazionale portoghese Under-20 ha scelto di rappresentare la Guinea-Bissau, con la cui nazionale maggiore ha esordito nel 2023.

## Statistiche
Statistiche aggiornate al 25 ottobre 2020.

### Presenze e reti nei club
| Stagione           | Squadra             | Campionato         | Campionato | Campionato | Coppe nazionali | Coppe nazionali | Coppe nazionali | Coppe continentali | Coppe continentali | Coppe continentali | Altre coppe | Altre coppe | Altre coppe | Totale | Totale | Totale |
| Stagione           | Squadra             | Comp               | Pres       | Reti       | Comp            | Pres            | Reti            | Comp               | Pres               | Reti               | Comp        | Pres        | Reti        | Pres   | Reti   |        |
| ------------------ | ------------------- | ------------------ | ---------- | ---------- | --------------- | --------------- | --------------- | ------------------ | ------------------ | ------------------ | ----------- | ----------- | ----------- | ------ | ------ | ------ |
| 2013-2014          | Santa Clara         | LdH                | 12         | 0          | CP+CdL          | 0               | 0               |                    | -                  | -                  |             | -           | -           | 12     | 0      |        |
| 2014-2015          | Santa Clara         | LdH                | 5          | 0          | CP+CdL          | 0               | 0               |                    | -                  | -                  |             | -           | -           | 5      | 0      |        |
| Totale Santa Clara | Totale Santa Clara  | Totale Santa Clara | 17         | 0          |                 | 0               | 0               |                    | -                  | -                  |             | -           | -           | 17     | 0      |        |
| 2015-2016          | Gil Vicente         | LdH                | 12         | 1          | CP+CdL          | 1+1             | 0               |                    | -                  | -                  |             | -           | -           | 14     | 1      |        |
| 2016-2017          | Gil Vicente         | LdH                | 21         | 2          | CP+CdL          | 1+0             | 0               |                    | -                  | -                  |             | -           | -           | 22     | 2      |        |
| 2017-gen. 2018     | Gil Vicente         | LdH                | 11         | 1          | CP+CdL          | 0+2             | 0               |                    | -                  | -                  |             | -           | -           | 13     | 1      |        |
| Totale Gil Vicente | Totale Gil Vicente  | Totale Gil Vicente | 44         | 4          |                 | 5               | 0               |                    | -                  | -                  |             | -           | -           | 49     | 4      |        |
| gen.-giu. 2018     | Trofense            | CdP                | 13         | 8          | CP              | 0               | 0               |                    | -                  | -                  |             | -           | -           | 13     | 8      |        |
| 2018-2019          | Trofense            | CdP                | 31         | 8          | CP              | 0               | 0               |                    | -                  | -                  |             | -           | -           | 31     | 8      |        |
| Totale Trofense    | Totale Trofense     | Totale Trofense    | 44         | 16         |                 | 0               | 0               |                    | -                  | -                  |             | -           | -           | 44     | 16     |        |
| 2019-2020          | Vitória Guimarães B | CdP                | 13         | 9          |                 | -               | -               |                    | -                  | -                  |             | -           | -           | 13     | 9      |        |
| 2019-2020          | Vitória Guimarães   | PL                 | 10         | 2          | CP+CdL          | 1+0             | 0               |                    | -                  | -                  |             | -           | -           | 11     | 2      |        |
| Totale carriera    | Totale carriera     | Totale carriera    | 128        | 31         |                 | 6               | 0               |                    | -                  | -                  |             | -           | -           | 134    | 31     |        |